# Cerodontha impatientis
Cerodontha impatientis är en tvåvingeart som beskrevs av Mitsuhiro Sasakawa 1992. Cerodontha impatientis ingår i släktet Cerodontha och familjen minerarflugor.
Artens utbredningsområde är Venezuela. Inga underarter finns listade i Catalogue of Life.